# Comuna Lucika, Lîpova Dolîna
Lucika (în ucraineană Лучка) este o comună în raionul Lîpova Dolîna, regiunea Sumî, Ucraina, formată din satele Buhalove și Lucika (reședința).

## Demografie
Componența lingvistică a comunei Lucika
     Ucraineană (98,07%)
     Rusă (1,93%)
Conform recensământului din 2001, majoritatea populației comunei Lucika era vorbitoare de ucraineană (98,07%), existând în minoritate și vorbitori de rusă (1,93%).